# Dominik Marczuk
Dominik Marczuk (Międzyrzec Podlaski, 1º novembre 2003) è un calciatore polacco, centrocampista del Real Salt Lake.

## Carriera

### Club
Marczuk ha iniziato la sua carriera calcistica nel Podlasie Biała Podlaska in II liga. Nel 2020 è stato acquistato dallo Stal Rzeszów con cui ha disputato tre stagioni in I liga.
Il 17 giugno del 2023 ha firmato con il Jagiellonia ed il 22 luglio ha debuttato in Ekstraklasa nell'incontro perso 3-0 contro il Raków Częstochowa.

### Nazionale
Ha giocato nelle nazionali giovanili polacche Under-19, Under-20 ed Under-21.
Il 14 marzo 2024 ha ricevuto la prima convocazione con la nazionale maggiore in vista degli incontri di qualificazione per Euro 2024. Fa il suo esordio con la massima selezione polacca nella sfida persa per 5-1 in Nations League contro il Portogallo, segnando pure l'unica gol realizzato dalla sua squadra.

## Statistiche

### Presenze e reti nei club
Statistiche aggiornate al 14 agosto 2024.
| Stagione           | Squadra                 | Campionato         | Campionato | Campionato | Coppe nazionali | Coppe nazionali | Coppe nazionali | Coppe continentali | Coppe continentali | Coppe continentali | Altre coppe | Altre coppe | Altre coppe | Totale | Totale | Totale |
| Stagione           | Squadra                 | Comp               | Pres       | Reti       | Comp            | Pres            | Reti            | Comp               | Pres               | Reti               | Comp        | Pres        | Reti        | Pres   | Reti   |        |
| ------------------ | ----------------------- | ------------------ | ---------- | ---------- | --------------- | --------------- | --------------- | ------------------ | ------------------ | ------------------ | ----------- | ----------- | ----------- | ------ | ------ | ------ |
| 2019-2020]         | Podlasie Biała Podlaska | 2L                 | 17         | 0          | CP              | 0               | 0               |                    | -                  | -                  |             | -           | -           | 17     | 0      |        |
| ago. 2020          | Podlasie Biała Podlaska | 2L                 | 2          | 0          | CP              | 0               | 0               |                    | -                  | -                  |             | -           | -           | 2      | 0      |        |
| 2020-2021          | Stal Rzeszów            | 1L                 | 17         | 0          | CP              | 0               | 0               |                    | -                  | -                  |             | -           | -           | 17     | 0      |        |
| 2021-2022          | Stal Rzeszów            | 1L                 | 25         | 3          | CP              | 1               | 1               |                    | -                  | -                  |             | -           | -           | 26     | 4      |        |
| 2022-2023          | Stal Rzeszów            | 1L                 | 18         | 2          | CP              | 1               | 0               |                    | -                  | -                  |             | -           | -           | 19     | 2      |        |
| 2023-2024          | Jagiellonia             | EK                 | 34         | 6          | CP              | 5               | 1               |                    | -                  | -                  |             | -           | -           | 39     | 7      |        |
| ago.2024           | Jagiellonia             | EK                 | 3          | 0          | CP              | 0               | 0               | UCL                | 4                  | 0                  |             | -           | -           | 7      | 0      |        |
| Totale Jagiellonia | Totale Jagiellonia      | Totale Jagiellonia | 37         | 6          |                 | 5               | 1               |                    | 4                  | 0                  |             | -           | -           | 46     | 7      |        |
| ago.-dic.2024      | Real Salt Lake          | MLS                | 0          | 0          | USO             | -               | -               |                    | -                  | -                  |             | -           | -           | 0      | 0      |        |
| Totale carriera    | Totale carriera         | Totale carriera    | 116        | 11         |                 | 6               | 2               |                    | 4                  | 0                  |             | -           | -           | 126    | 13     |        |

### Cronologia presenze e reti in nazionale
| Cronologia completa delle presenze e delle reti in nazionale ― Polonia | Cronologia completa delle presenze e delle reti in nazionale ― Polonia | Cronologia completa delle presenze e delle reti in nazionale ― Polonia | Cronologia completa delle presenze e delle reti in nazionale ― Polonia | Cronologia completa delle presenze e delle reti in nazionale ― Polonia | Cronologia completa delle presenze e delle reti in nazionale ― Polonia | Cronologia completa delle presenze e delle reti in nazionale ― Polonia | Cronologia completa delle presenze e delle reti in nazionale ― Polonia |
| Data                                                                   | Città                                                                  | In casa                                                                | Risultato                                                              | Ospiti                                                                 | Competizione                                                           | Reti                                                                   | Note                                                                   |
| ---------------------------------------------------------------------- | ---------------------------------------------------------------------- | ---------------------------------------------------------------------- | ---------------------------------------------------------------------- | ---------------------------------------------------------------------- | ---------------------------------------------------------------------- | ---------------------------------------------------------------------- | ---------------------------------------------------------------------- |
| 15-11-2024                                                             | Porto                                                                  | Portogallo                                                             | 5 – 1                                                                  | Polonia                                                                | UEFA Nations League 2024-2025 - 1º turno                               | 1                                                                      | 46’                                                                    |
| Totale                                                                 |                                                                        | Presenze                                                               | 1                                                                      |                                                                        | Reti                                                                   | 1                                                                      |                                                                        |

## Palmarès
- Campionato polacco: 1

Jagiellonia: 2023-2024